# Alpaida calotypa
Alpaida calotypa là một loài nhện trong họ Araneidae.
Loài này thuộc chi Alpaida. Alpaida calotypa được Ralph Vary Chamberlin miêu tả năm 1916.